# Цератод
Цератод (Ceratodus) (від грецької «роговий зуб») — колись дуже поширений рід вимерлих риб підкласу дводишних (Dipnoi). Залишки викопних екземплярів відомі із середнього тріасу, 228 млн років тому. Знахідки відомі з таких країн, як США, Аргентина, Англія, Німеччина, Єгипет, Мадагаскар, Китай і Австралія. Скоріш за все цератоди вимерли близько початку маастріхту, на початку пізньої крейди. Найбільш близький до цератодів вид дводишних риб, який зберігся до сьогодні — це рогозуб, Neoceratodus forsteri, який живе в Австралії.

## Види
- C. latissimus Agassiz, 1837 (тип)
- C. africanus Haug, 1905
- C. cruciferus Cope, 1876
- C. felchi Kirkland, 1987
- C. frazieri Ostrom, 1970
- C. guentheri Marsh, 1878 [moved to Potamoceratodus in 2010 by Pardo et al.]
- C. gustasoni Kirkland, 1987
- C. hieroglyphus Cope, 1876
- C. humei Priem, 1914
- C. robustus Knight, 1898
- C. szechuanensis Young, 1942

## Галерея

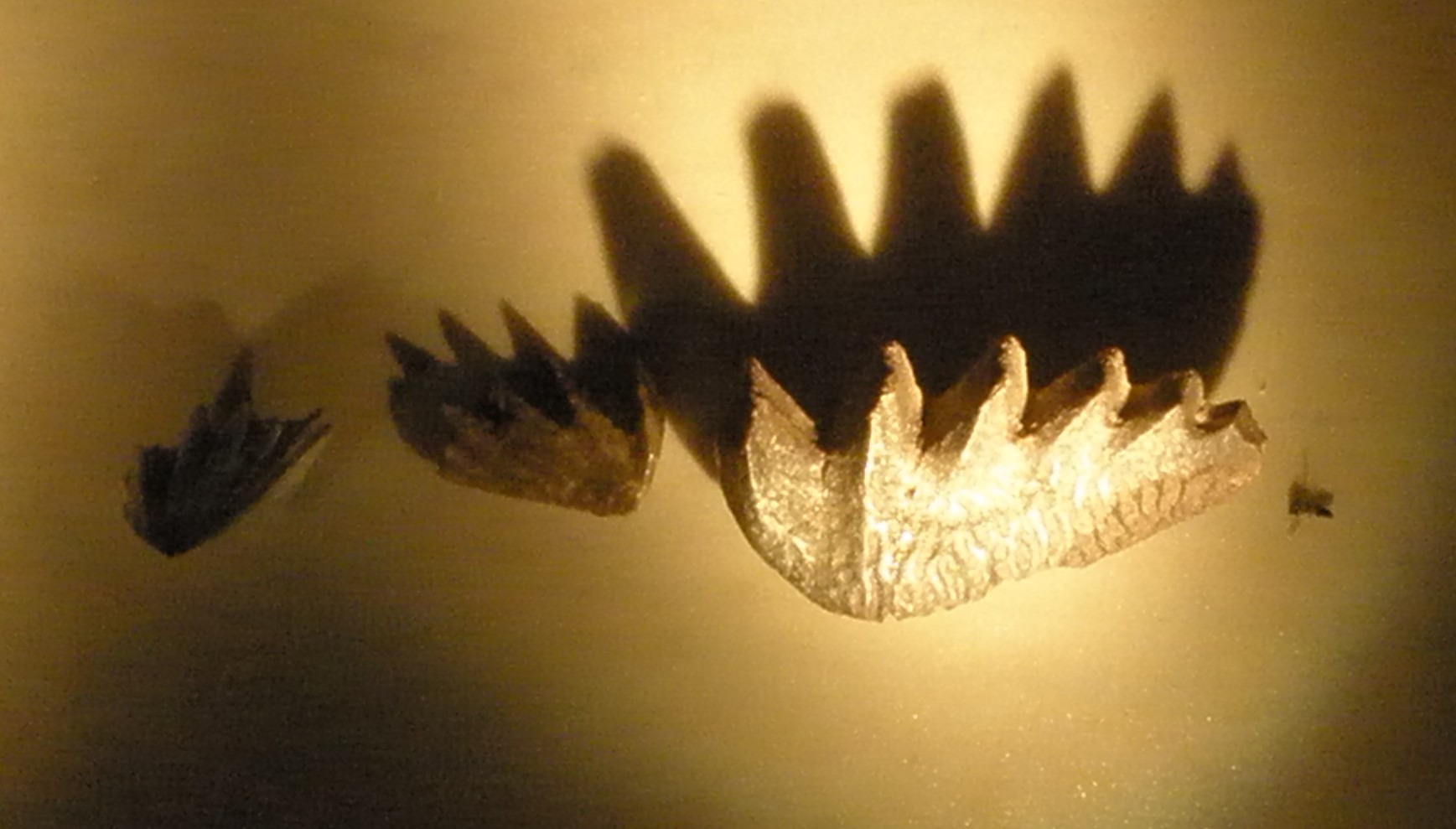
Зуби цератода
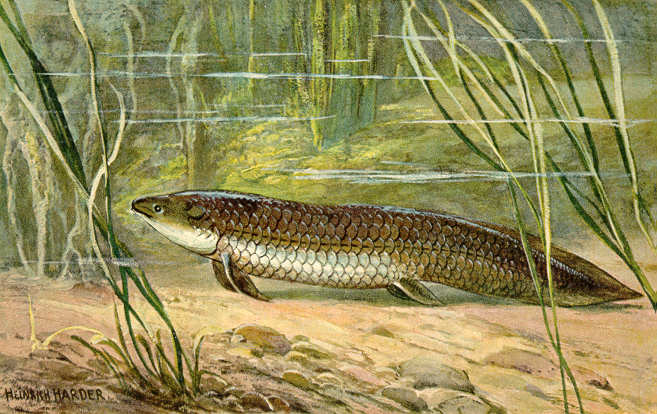
Зображення цератода